# Низший класс

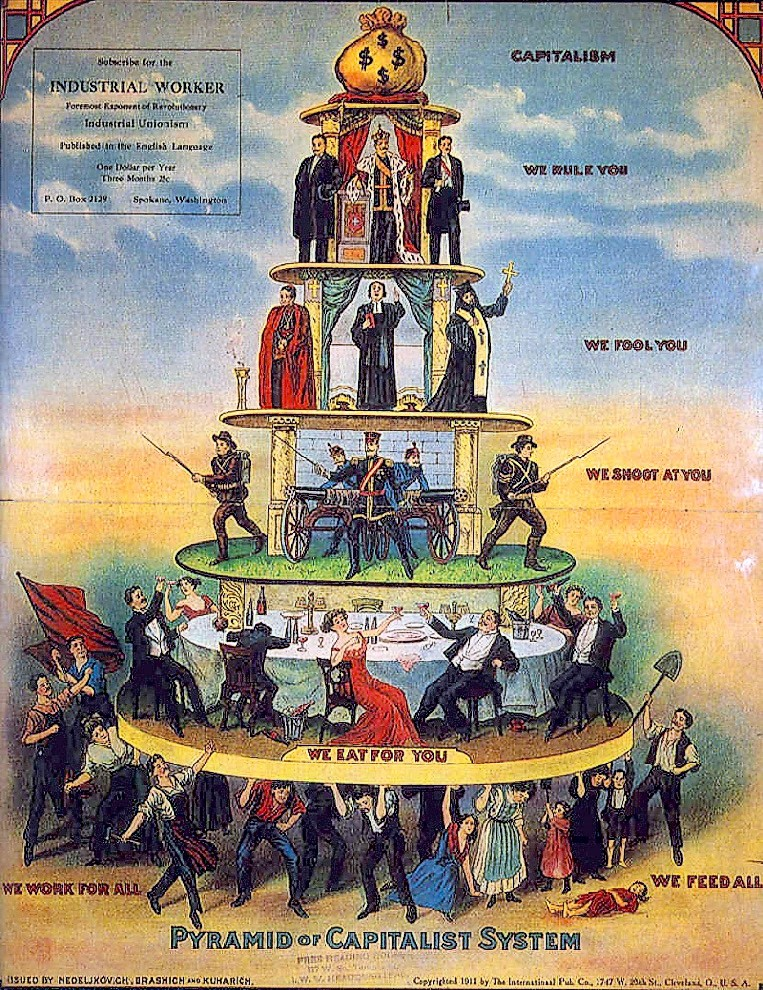
Карикатура «Классы капиталистического общества», сверху вниз:
Дворянство (в том числе и король) — «Мы правим вами»
Духовенство — «Мы дурачим вас»
Армия — «Мы стреляем в вас»
Буржуазия — «Мы едим за вас»
Рабочие и Крестьяне — «Мы работаем за всех», «Мы кормим всех»

Ни́зший класс (англ. underclass), ни́зший слой — социальная группа (слой [прослойка]) населения, выделяемая по таким критериям, как владение собственностью на средства производства, уровень дохода, тип занятости, сложность выполняемой работы и другие.

## Виды и типы
Традиционно учёные относят к низшему классу (слою (прослойке)) следующие группы индивидов:
- самых бедных и отверженных членов общества, сходных с люмпен-пролетариатом, о котором писал Карл Маркс (Уильям Ллойд Уорнер, американский социолог, 1930-е годы)[1];
- «ущемлённый в своих интересах класс, состоящий из безработных, нетрудоспособных и занятых неполный рабочий день лиц, которые с большей или меньшей степенью безнадёжности отделены от общества в целом, не участвуют в его жизни и не разделяют его устремлений и успехов» (определение шведского экономиста Гуннара Мюрдаля, 1963 год)[2];
- несовершеннолетних правонарушителей, отчисленных из школ учащихся, наркоманов, матерей-одиночек (живущих на пособие), преступников (грабителей, сутенёров, торговцев наркотиками), попрошаек и так далее. Это понимание впервые появилось в североамериканском журнале Time 29 августа 1977 года[3] и позднее было развито журналистом и социологом Кеном Аулетта[2].

## Современные критерии выделения низшего класса
Переход на стадию постиндустриального общества вносит свои коррективы в то, на основе каких критериев социологи выделяют в обществе низший класс. Ряд исследователей не относит к нему, например, безработных, так как они составляют отдельный класс или «андеркласс». Так поступал и ряд учёных предыдущих столетий, которые, во-первых, считали низший класс более широким понятием, включающим несколько подгрупп и, во-вторых, относили к нему рабочий класс, а также, в отдельных случаях, класс бедных, синих воротничков и др. Так, в модели социолога Гилберта к низшему классу отнесены синие воротнички, работники производственной сферы, сферы обслуживания и бедные, которые чаще всего трудятся в условиях неполной занятости.
Что касается непосредственно оценки современного низшего класса, то ввиду изменения структуры занятости (уменьшение доли «синих воротничков», автоматизация производства), к данному классу следует относить новые группы лиц. В частности, можно говорить о таких представителях низшего класса, как белые воротнички, занимающиеся низкоквалифицированным нефизическим трудом. Кроме того, если ранее низший класс определялся чётко как состоящий из работников, которым не доступны руководящие функции в производстве, то сегодня мнения учёных разделяются. Одни всё так же относят к низшему классу тех, кто занят в производственном процессе и не осуществляет мелкого руководства, тогда как другие всё же признают возможность выполнения рабочими незначительных контрольных функций.